# H. Otto Sibum
H. Otto Sibum är en tysk vetenskapshistoriker som föddes 1956. Hans forskning har främst inriktats mot de fysiska vetenskaperna från 1600-talet fram till 1900-talet. Han har bland annat varit verksam vid Universitetet i Cambridge i England under åren 1991-1995 samt vid Max Planck-institutet för vetenskapshistoria i Berlin från 1995 till 2007. Under åren 1998-2007 förestod han vid det institutet forskningsgruppen för "Experimental History of Science". Den 29 mars 2007 utsågs han att från den 1 augusti samma år vara innehavare av Hans Rausing-professuren i vetenskapshistoria vid Uppsala universitet. Han blev därmed professurens andra innehavare efter Tore Frängsmyr.